# Peter Kloeppel (Politiker)
Peter Kloeppel (* 1. Juli 1840 in Köln; † 5. März 1902 auf dem Weißen Hirsch bei Dresden) war ein deutscher Jurist und Abgeordneter.

## Leben
Kloeppel stammte aus bescheidenen Verhältnissen und studierte Rechtswissenschaft an der Rheinischen Friedrich-Wilhelms-Universität Bonn. 1858 wurde er Mitglied des Corps Teutonia Bonn. Von 1865 bis 1872 war er Rechtsanwalt am Landgericht Koblenz und am Oberappellationsgericht Köln. 1871 bis 1873 war er Redakteur der Rheinischen Zeitung, 1875 bis 1878 der National-Zeitung und 1878/79 der Neuen Magdeburger Zeitung. Ab 1880 war er am Kammergericht und ab 1881 am Oberlandesgericht Jena. 1882 habilitierte er an der Universität Jena, 1883 wurde er Justizrat, 1887 Rechtsanwalt am Reichsgericht und 1887 Privatdozent an der Universität Leipzig.
Für die Deutsche Fortschrittspartei saß er von 1873 bis 1876 im Preußischen Abgeordnetenhaus. Ab 1874 vertrat er für drei Jahre den Wahlkreis Regierungsbezirk Düsseldorf 3 (Solingen) im Reichstag. Er gehörte zunächst der Fraktion der Fortschrittspartei an, trat aber im Laufe der Legislaturperiode aus der Fraktion aus und verblieb als unabhängiger Liberaler im Reichstag. Zur Reichstagswahl 1877 wurde er nicht wieder als Kandidat nominiert. Sein Sohn Edmund Kloeppel war Chemiker und Jurist.